# Tả Khâu Minh
Tả Khâu Minh (chữ Hán: 左丘明; ?-?) là sử gia nổi tiếng cuối thời Xuân Thu, đầu Chiến Quốc trong lịch sử Trung Quốc.

## Tên họ
Tên họ ông có nhiều giả thuyết, họ Tả Khâu tên Minh, họ Tả tên Khâu Minh (dựa theo cách gọi Tả thị Xuân Thu của Tư Mã Thiên), hoặc họ Khâu tên Minh.

## Tiểu sử
Theo Tư Mã Thiên, Tả Khâu Minh xuất sĩ nước Lỗ, xưng Lỗ quân tử. Có giả thuyết cho rằng Tả Khâu Minh sống trước hoặc cùng thời với Khổng Tử. Tả Khâu Minh giữ chức Tả sử nước Lỗ, hai mắt bị mù. Tác phẩm để lại có Tả truyện và Quốc ngữ.
Năm 1725, do kiêng húy Khổng Tử, họ Khâu (丘) phải đổi thành họ Khâu (邱). Họ Khâu (邱) ở Phì Thành được cho là hậu duệ của Tả Khâu Minh.